# Oakland Acres
Oakland Acres – miasto w Stanach Zjednoczonych, w stanie Iowa, w hrabstwieJasper. W 2000 roku liczyło 166 mieszkańców.